# Alan Harding Lendon
Alan Harding Lendon est un chirurgien, un aviculteur et ornithologue australien, né en 1903 et mort en 1973.
Il est membre de la Royal Australasian Ornithologists Union (RAOU) dont il assure la présidence en 1966-1967. Il est un membre actif de la South Australian Ornithological Association (SAOA) jusqu'à ce qu'une scission, causée par la question du contrôle du commerce des oiseaux vivants, le conduit, en 1960, à constituer un autre groupe nommé Adelaide Ornithologists Club.